# ドロノキ
ドロノキ（泥の木、学名: Populus suaveolens）は、ヤナギ科ヤマナラシ属の落葉高木である。山地の水湿地に生えるポプラの仲間の樹木の一種。

## 名称
和名「ドロノキ」の由来は樹皮の色が泥色だから、あるいは材が泥のように軟らかいところから名付けられたとも言われている。別名はドロヤナギ、ドロ、ワタドロ、ワタノキ、デロ、チリメンドロなどで、地方によりドロボウ、ドロッペイ、ヘロッポ、バタバタなどともよばれる。別名のワタドロやワタノキ、キワタなどは、種子の綿毛を指す名前で、その特徴を表している。中国名は、遼楊。

## 分布と生態
日本では北海道から本州の中部地方かけてに分布する。
水分の多い土壌を好み、よく川岸の砂地や川が運んできた洲の上、低い河岸段丘、湿地などに、生えている。
泥流や火山活動などによる植生破壊後に真っ先に樹林化する先駆種であり、折れて地面に落ちた枝から根を張ってクローン個体を再生する、落枝条更新と呼ばれる能力を持つ。極端な陽樹であり、光合成効率の良い葉は老化も早く、夏の終わりには落葉を始める。

## 形態
落葉広葉樹の高木で、樹高は15 - 30メートル (m) 、幹径は70 - 150センチメートル (cm) にも達する。樹皮の表面は灰色で、若木は緑白色で、老木になると暗灰色になる。若い木の表面は滑らかで菱形の皮目が散在するが、老木になるにつれ縦にひび割れる。一年枝はふつう毛があり、短枝もよく出る。
長い葉枝は互生し、短枝は密集する。葉身は10 cm程度の広楕円形で周囲に鋸歯があり、裏は光沢があり白っぽい。
花期は4 - 6月。雌雄異株で雌株に卵形の実を付ける。種子にはヤナギの仲間と同様に綿毛があり、風や水の流れを利用して散布される。種の散布は夏に行われ、秋には発芽する。
冬芽は長卵形で先が細く尖り、樹脂が被さる。枝先につく頂芽は、枝に互生する側芽よりも大きい。芽鱗は頂芽で6 - 10枚、側芽で3 - 4枚あり、無毛であるが縁には毛がある。頂芽はふつう葉芽である。

## 利用
木質は軽軟で荷重に弱く、腐りが早いうえ燃えやすいため建材には適さない。凹んで衝撃を吸収するので、かつては弾薬箱にされたという。また安物の下駄やマッチの軸に利用されたが、マッチ軸としても折れやすい下等の材とされ、現在ではまったく利用価値がない。成長が早い点に着目した製紙会社が品種改良を試みた記録があるが、その後研究は放棄されたようである。
材木としては軽軟であるが、それを加工するノミや鉋の刃の傷みが堅木より早いと言われ、実際に測定するとミズナラ加工の数倍の速度で工作機械の切刃が磨耗することがわかっている。「泥の木」の名称はこの奇怪な性質が根から泥を吸い込むせいとされたからとも言い、また泥のように柔らかい・使い道が無いから、北海道の方言から等の諸説あるがわかっていない。
加工時に刃が傷みやすい理由は、木の芯に炭酸カルシウムを多く含むからと考えられている。
かつては、種子の綿毛を集めて綿の代用に使われたこともある。しかし現代では使われることもなくなり、綿毛が飛んで道端に渦高く積もったり、住宅の網戸を目詰まりさせるなどの問題も起こっている。
防風林に使われているケースは少なくなく、川沿いに植えられる。